# Sumpf-Helmkraut
Das Sumpf-Helmkraut (Scutellaria galericulata L.), auch Gewöhnliches Helmkraut oder Kappenhelmkraut genannt, ist eine Pflanzenart aus der Gattung der  Helmkräuter (Scutellaria) innerhalb der Familie der Lippenblütler (Lamiaceae). Sie ist auf der Nordhalbkugel verbreitet.

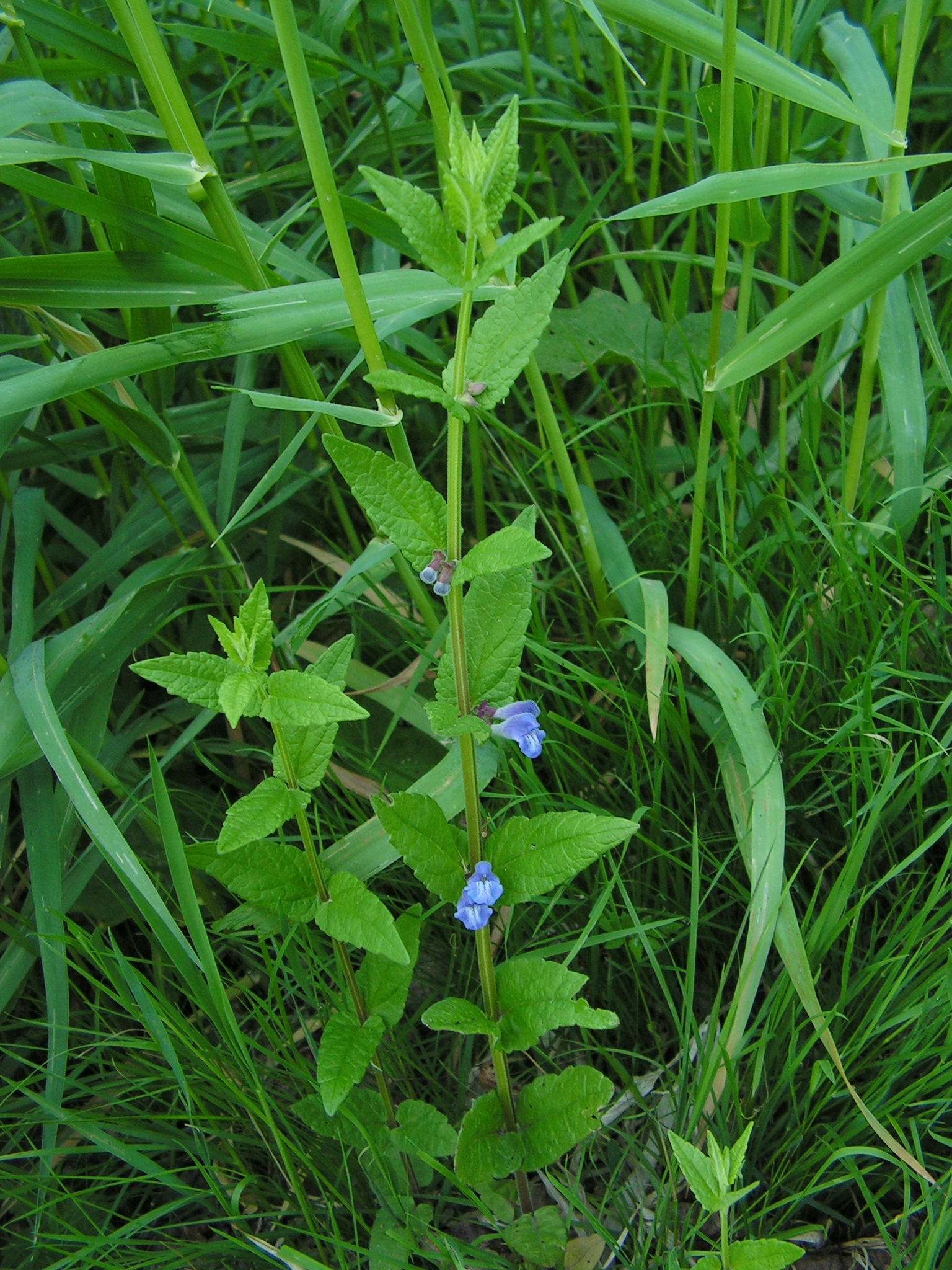
Habitus

## Beschreibung
Das Sumpf-Helmkraut ist eine ausdauernde krautige Pflanze, die Wuchshöhen von 10 bis 40, selten bis zu 70 Zentimetern erreicht. Der aufrechte oder aufsteigende und zum Teil weichhaarige Stängel hat einen vierkantigen Querschnitt. Die kreuzgegenständig angeordneten Laubblätter sind kurz gestielt. Die einfache Blattspreite ist eiförmig bis eiförmig-lanzettlich mit herzförmigem Spreitengrund und 2 bis 4 (bis 7) Zentimeter lang. Der Blattrand weist vier bis acht schwache Kerbzähne auf. Die Blattunterseiten und der untere Stängel sind oft rötlich gefärbt.
Die Blüten sitzen zu 1 bis 4 in einseitswendigen Paaren in den oberen Blattachseln. Sie sind 12 bis 18 Millimeter lang und von blauvioletter, blauer oder seltener auch weißer Färbung. Der Kelch ist zur Blütezeit 3 bis 4, später bis 5 Millimeter lang. Die Krone hat eine enge, aufwärts gebogene und vor den kurzen Lippen eine erweiterte Röhre. Die Krone ist deutlich länger als der kahle oder lediglich kurzbehaarte Kelch. Die Unterlippe weist einen weißen Fleck mit violetten Strichen auf. Die Staubblätter sind ganz unter der Oberlippe verborgen. Die Klausenfrucht zerfällt in vier kugelige, dicht warzige, 1,5 mm lange und 0,7 mg schwere Klausen.
Blütezeit ist Juni bis September. Die Chromosomenzahl beträgt 2n = 32.

## Ökologie
Das Sumpf-Helmkraut ist ein Hemikryptophyt und eine Schaftpflanze oder eine Sumpfpflanze, die schon im ersten Jahr blühfähig ist.
Die Blüten sind homogame bis vormännliche „Eigentliche Lippenblumen“. Der Nektar wird am Blütengrund abgeschieden. Wenn Insekten die Pflanze besuchen, erfolgt eine Fremdbestäubung und eine Selbstbestäubung. Bestäuber sind vor allem Bienen. Erdhummeln betreiben Nektarraub durch seitliches Anbeißen der Kronröhre.
Die Klausen sind von einem luftigen, unbenetzbaren Gewebe umhüllt. Ihre Schwimmdauer beträgt etwa 12 Monate. Die Klausen werden nacheinander aus dem zur Fruchtreife zu einem kapselartigen Behälter umgebildeten, nach der Blüte vergrößerten Kelch herausgeschleudert, dessen untere Hälfte eine nach vorne verlaufende Rinne bildet. Die Früchte sind Selbstausstreuer und Tierstreuer, aber auch Regenballisten, wobei das helmförmige Anhängsel auf dem Kelchrücken als Tropfenfänger dient. Zuletzt löst sich die Kelchoberlippe und eventuell verbliebene Klausen rollen über die schaufelförmige Kelchunterlippe zu Boden, so dass auch eine Schwerkraftausbreitung vorliegt. Fruchtreife ist von August oder September bis Oktober.
Vegetative Vermehrung erfolgt durch kurze unterirdische Ausläufer.

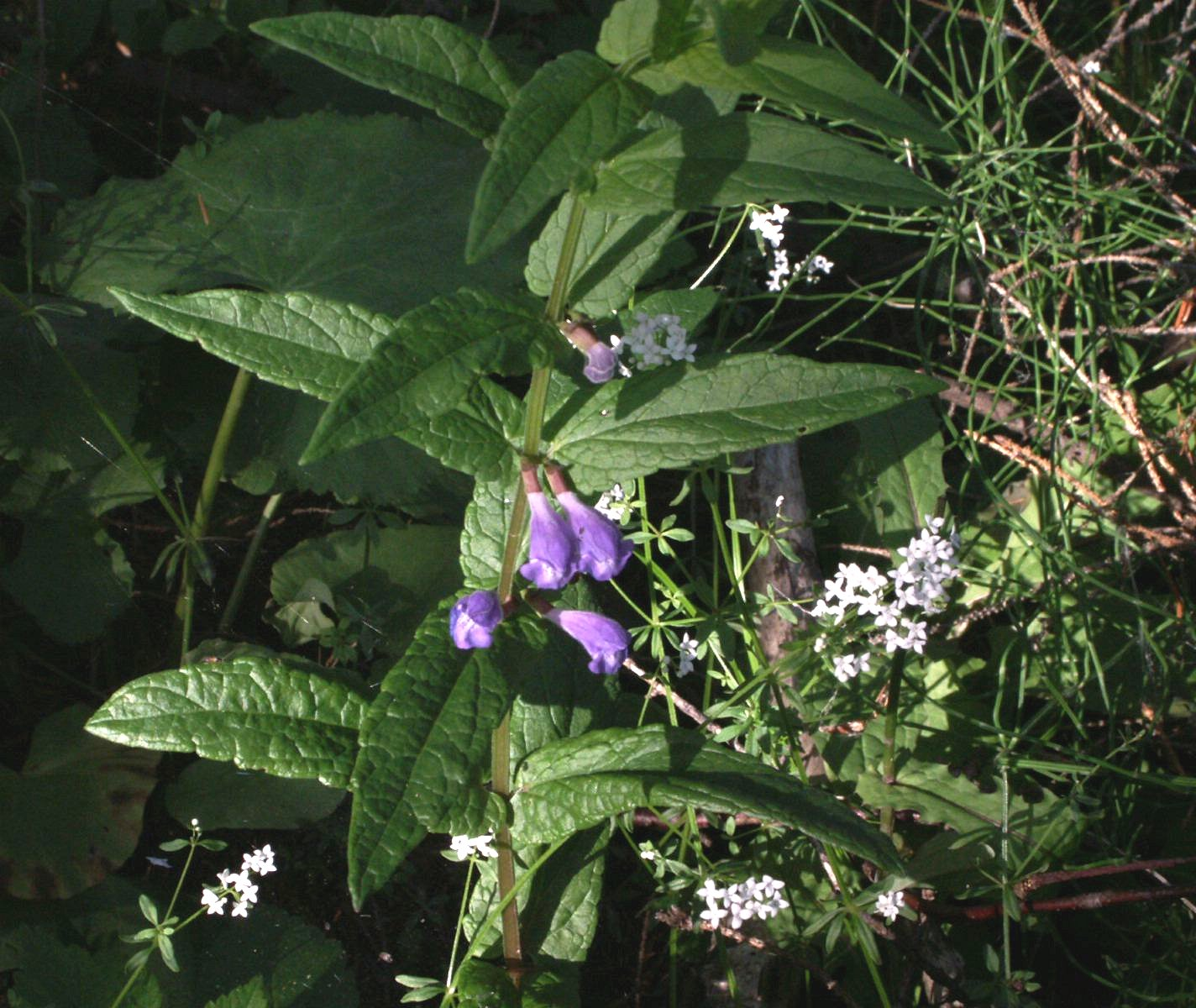
Blühendes Sumpf-Helmkraut
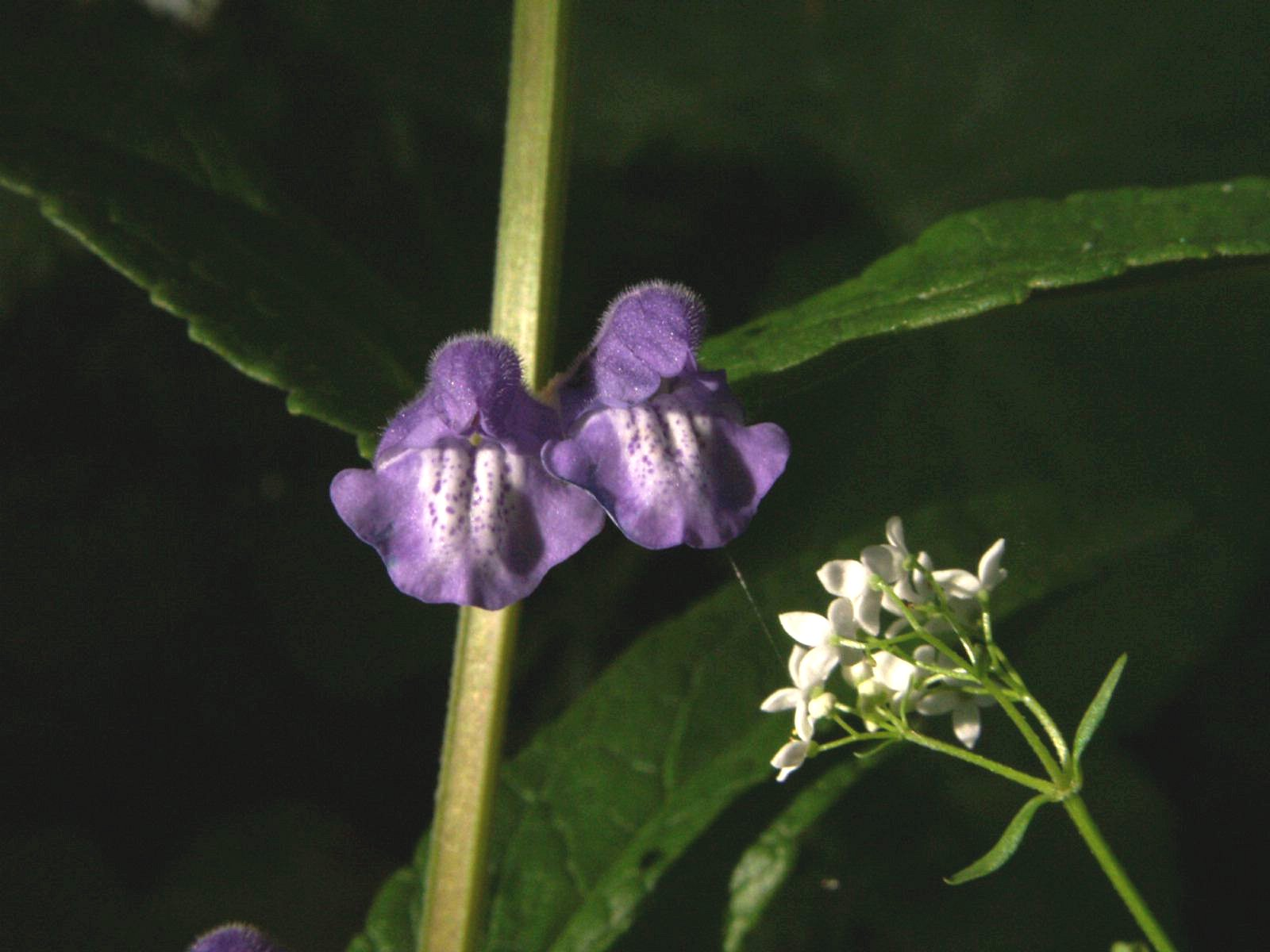
Blüten
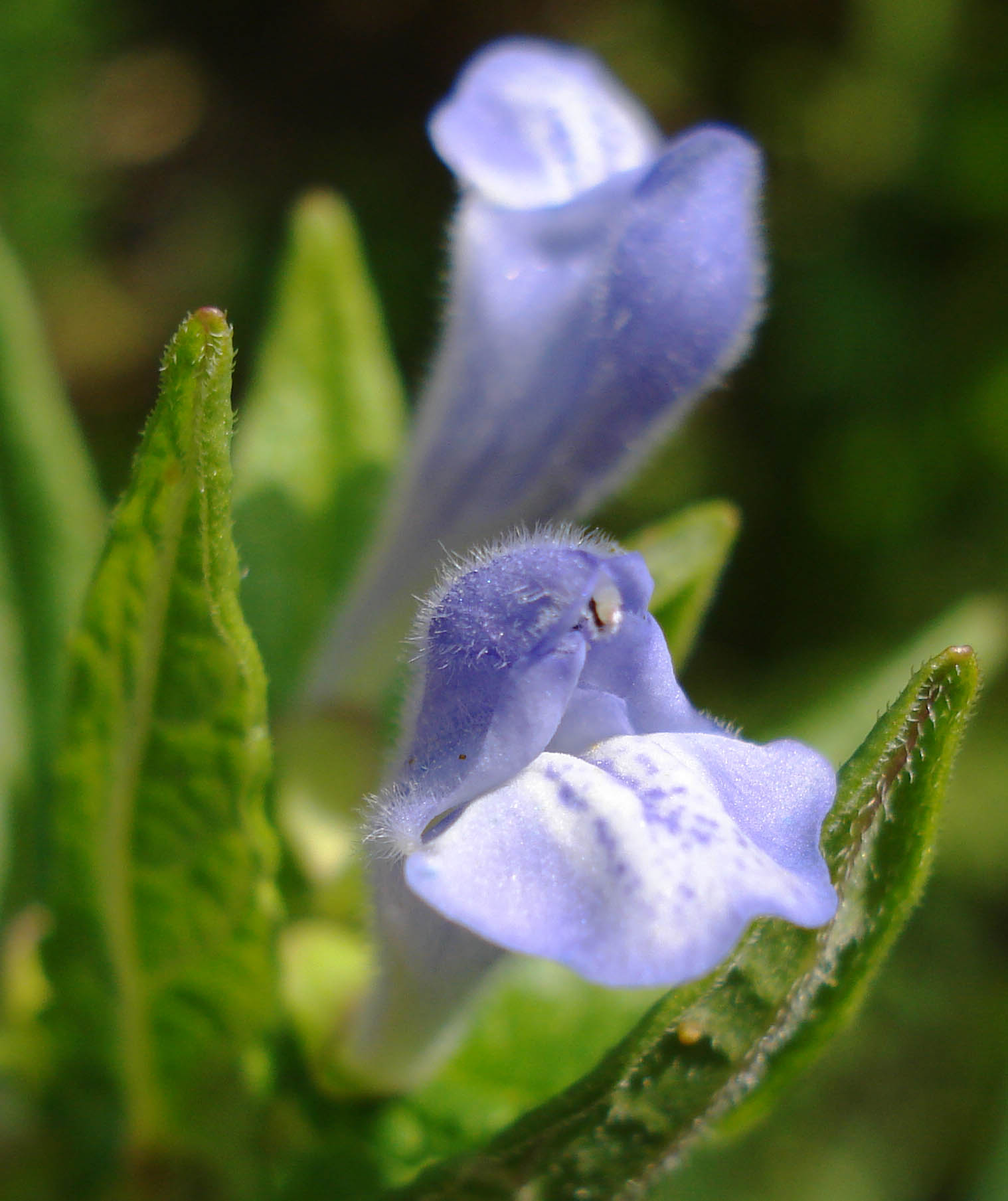
Blüten
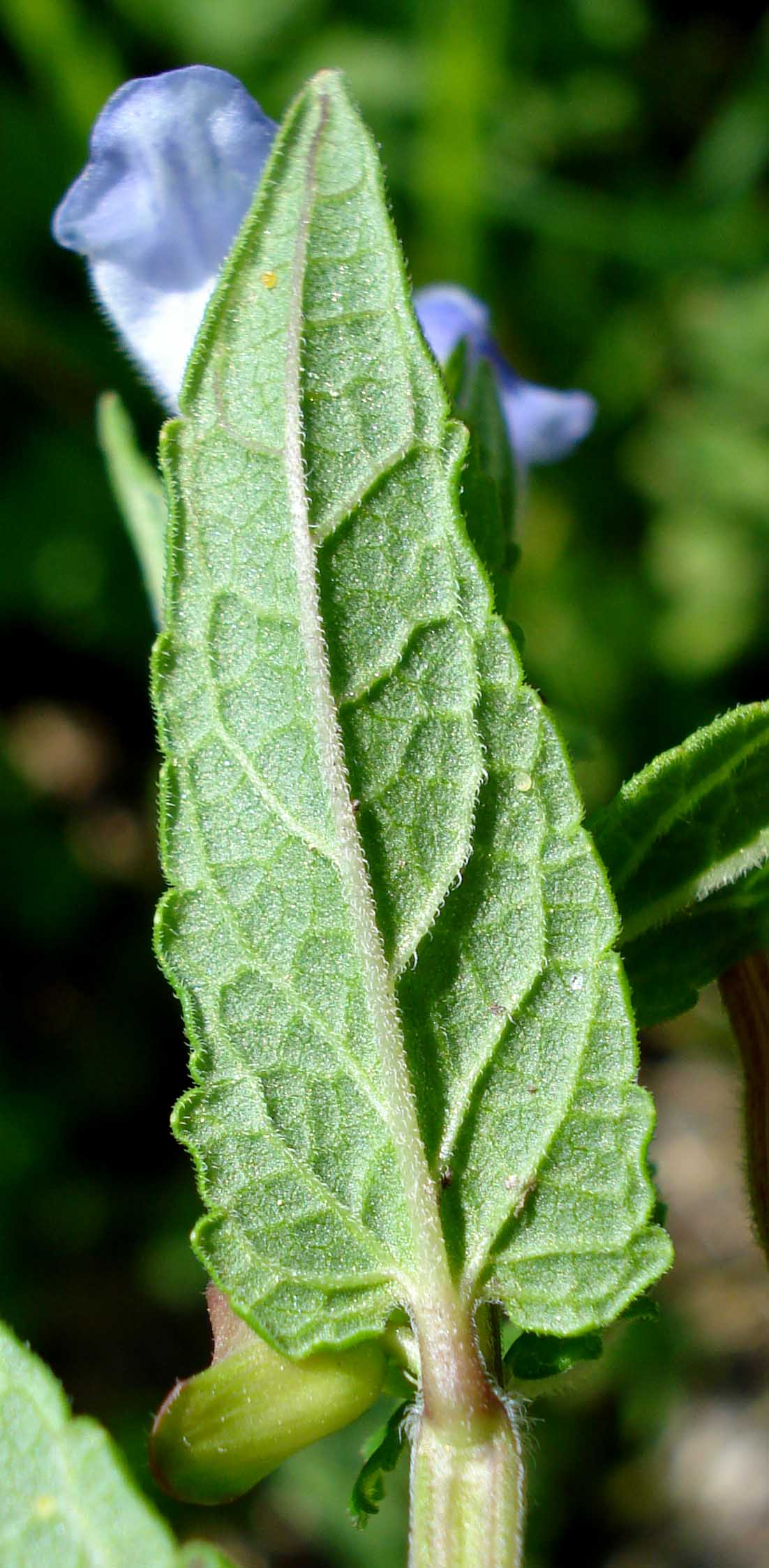
Laubblatt
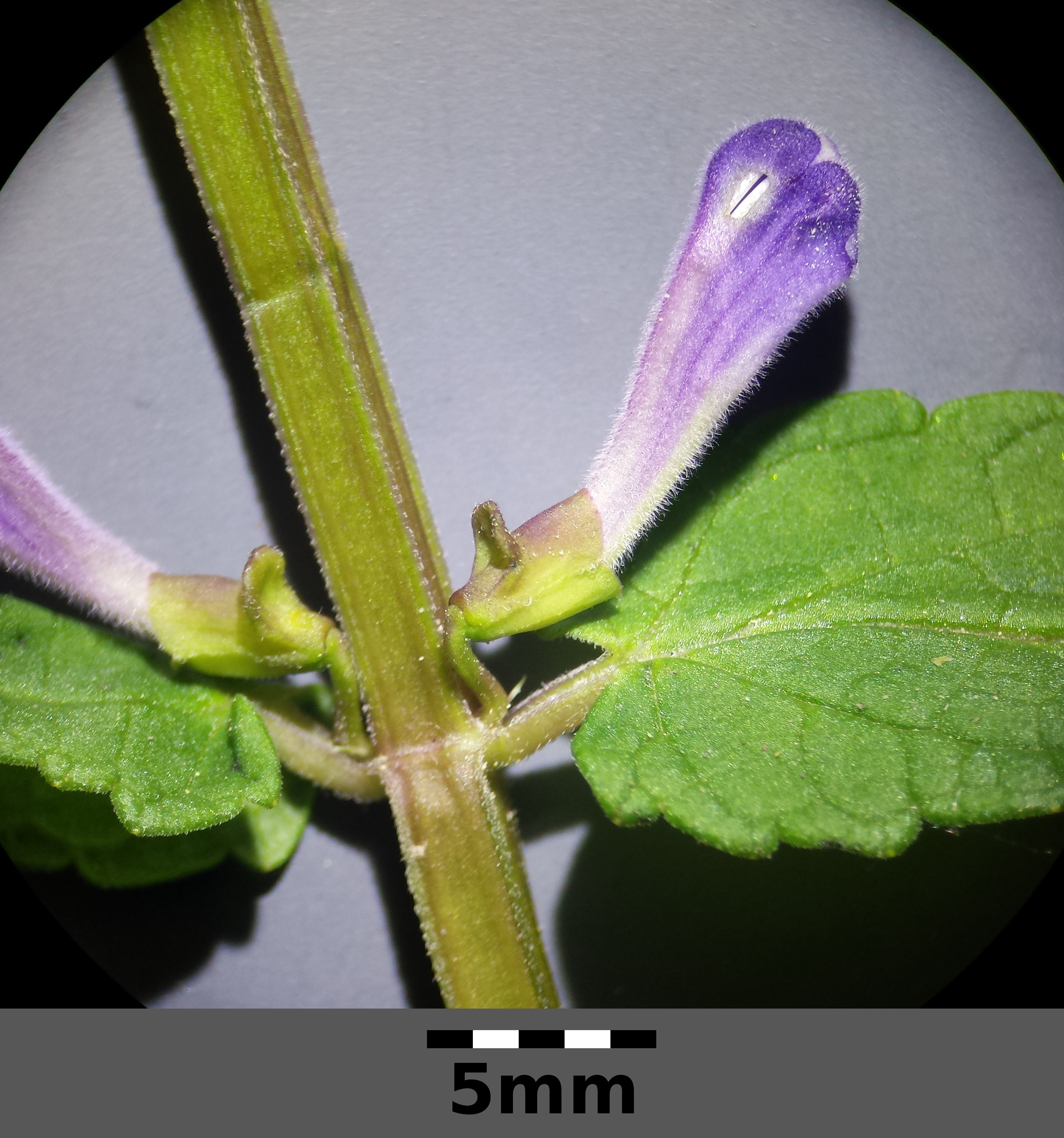
Blüte, gut erkennbar ist der „Helm“ am Kelch

## Verbreitung und Standort
Das Sumpf-Helmkraut besitzt ein sehr großes Verbreitungsgebiet auf der Nordhalbkugel. Es ist in den gemäßigten Zonen von Europa, weiten Teilen Asiens und in Nordamerika heimisch. Das Sumpf-Helmkraut ist in den meisten Teilen Europas zu finden und in Mitteleuropa nicht selten. In Deutschland ist es verbreitet bis zerstreut anzutreffen.
Das Sumpf-Helmkraut ist in Flachmooren, Nasswiesen und Verlandungsgesellschaften, Ufern und Gräben, dem Röhricht stehender und fließender Gewässer sowie an Waldteichen und in Bruchwäldern zu finden. Es ist eine Magnocaricion-Verbandscharakterart, kommt aber auch in Gesellschaften des Verbands Alnion vor. Es kommt im Tessin bis in Höhenlagen bis zu 1200 Metern Meereshöhe vor. In den Allgäuer Alpen steigt es im Tiroler Teil am Ostufer des Haldensees bis zu 1120 m Meereshöhe auf.
Die ökologischen Zeigerwerte nach Landolt et al. 2010 sind in der Schweiz: Feuchtezahl F = 4+w (nass aber mäßig wechselnd), Lichtzahl L = 3 (halbschattig), Reaktionszahl R = 4 (neutral bis basisch), Temperaturzahl T = 3+ (unter-montan und ober-kollin), Nährstoffzahl N = 3 (mäßig nährstoffarm bis mäßig nährstoffreich), Kontinentalitätszahl K = 3 (subozeanisch bis subkontinental), Salztoleranz 1 = tolerant.

## Nutzung
Früher wurde das Kraut als „Herba Tertinariae“ gegen Malaria tertiana verwendet.

## Belege

### Einzelreferenzen
1. 1 2 3 4 5 6 7 8  Gustav Hegi: Illustrierte Flora von Mitteleuropa. 1. Auflage, unveränderter Textnachdruck Band V, Teil 4. Verlag Carl Hanser, München 1964. S. 2510–2511.
2. 1 2 3 4 5  Ruprecht Düll, Herfried Kutzelnigg: Taschenlexikon der Pflanzen Deutschlands und angrenzender Länder. Die häufigsten mitteleuropäischen Arten im Porträt. 7., korrigierte und erweiterte Auflage. Quelle & Meyer, Wiebelsheim 2011, ISBN 978-3-494-01424-1, S. 712–713.
3. ↑  Eckehart J. Jäger, Klaus Werner (Hrsg.): Exkursionsflora von Deutschland. Begründet von Werner Rothmaler. 10., bearbeitete Auflage. Band 4: Gefäßpflanzen: Kritischer Band. Elsevier, Spektrum Akademischer Verlag, München/Heidelberg 2005, ISBN 3-8274-1496-2.
4. ↑  Scutellaria galericulata im Germplasm Resources Information Network (GRIN), USDA, ARS, National Genetic Resources Program. National Germplasm Resources Laboratory, Beltsville, Maryland.
5. ↑  Erich Oberdorfer: Pflanzensoziologische Exkursionsflora für Deutschland und angrenzende Gebiete. 8. Auflage. Stuttgart, Verlag Eugen Ulmer, 2001. Seite 796. ISBN 3-8001-3131-5
6. ↑  Erhard Dörr, Wolfgang Lippert: Flora des Allgäus und seiner Umgebung. Band 2, IHW, Eching 2004, ISBN 3-930167-61-1, S. 392.
7. ↑  
Scutellaria galericulata L. In: Info Flora, dem nationalen Daten- und Informationszentrum der Schweizer Flora. Abgerufen am 9. Februar 2023.